# Ворона (Ковилкінський район)
Воро́на (рос. Ворона, ерз. Ворона) — присілок у складі Ковилкінського району Мордовії, Росія. Входить до складу Рибкинського сільського поселення.
Населення — 12 осіб (2010; 19 у 2002).
Національний склад станом на 2002 рік:
- росіяни — 95 %